# Museum unterm Trifels
Das Museum unterm Trifels ist das Stadtmuseum der Stadt Annweiler am Trifels.
Am Fuß des Rehbergs liegt in einer Entfernung von nur zwei Kilometern Luftlinie die Stadt Annweiler, in der sich das Museum unterm Trifels befindet. Es zeigt vielfältige Exponate zur Siedlungsgeschichte der Region, zur Geschichte der Stadt Annweiler und der Reichsburg Trifels.
Ein besonderes Thema ist das Wirken Kaiser Friedrichs II., der z. B. durch einen Abguss der Brückenfigur von Capua – wahrscheinlich ein Porträt des Kaisers – und ein Faksimile des Falkenbuchs sowie ein Modell aus Birnbaumholz des berühmten Castel del Monte in Apulien gewürdigt wird.
In mehreren Ausstellungsräumen werden die Geschichte der Burg Trifels und ihre Rekonstruktion im 20. Jahrhundert dokumentiert. Archäologische Untersuchungen während der Zeit ihres Wiederaufbaus (1935–1938) sowie in den 1960er und 1970er Jahren führten zu einer Vielzahl von Grabungsfunden, von denen im Museum mehr als 2000 Objekte ausgestellt sind. Daneben wird anhand verschiedener Rekonstruktionsversuche (Ausgrabungs- bzw. Burgmodelle) gezeigt, wie der Trifels zu Regierungszeiten der Salier und Staufer ausgesehen haben könnte. Weitere, teilweise romantisch verklärte Deutungsversuche können in der Trifelsgalerie anhand einer Vielzahl von Grafiken nachvollzogen werden. In diesem Zusammenhang wird die Arbeitsweise einer mittelalterlichen Bauhütte durch Modelle, Zeichnungen, Puppen in zeitgenössischer Kleidung, Arbeitsgeräte und Hebewerkzeuge dargestellt. Während des 12. und 13. Jahrhunderts diente der Trifels als Staatsgefängnis. Der englische König Richard Löwenherz war der prominenteste Gefangene. Dieser Sachverhalt wird durch eine Verliesszene veranschaulicht. Eine Höhleninstallation mit einer sprechenden Figur Kaiser Barbarossas (Friedrich I.) versucht, einen Zusammenhang mit der Kyffhäusersage herzustellen.
Entwicklungen in Handel und Gewerbe sind unter anderem durch die Darstellung einer vollständig eingerichteten Gerberwerkstatt und durch Ausstellungsstücke zur Emailleproduktion dokumentiert. In rund 500 Exponaten wird die Stadtgeschichte Annweilers präsentiert. Dazu gehört auch eine Münzsammlung aus dem Mittelalter. Das Modell einer alten Kirchenuhr und Farbdias beschreiben die Kirchengeschichte Annweilers.
In einem weiteren Teil des Museums wird die Entwicklung von Flora und Fauna im Raum Annweiler von der Eiszeit bis heute gezeigt; die Entwicklung und Nutzung des Waldes durch den Menschen steht dabei im Vordergrund. In einem speziellen Erlebnisbereich, dem Märchenwald, wird gezeigt, dass dieser Lebensraum in gewissen Situationen auch beängstigende Züge annehmen kann.